# Richard Keith (actor)
Richard Keith (nacido el 29 de noviembre de 1982) es un actor estadounidense conocido por sus papeles como Mitch en Grey's Anatomy y Roger en la serie Quintuplets.

## Carrera
Richard apareció en el comercial de Old Spice junto a Becki Newton. 

### Cine
- Privileged (2008) .... Thomas
- Bull Run (2007) .... Joven Dennis
- The Intern (2006) (short) .... Jason Goldfarb "The Intern"
- American Pie Presents: Band Camp (2005) .... Trading Card Bandie
- Formosa (2005) .... Jimmy McNichol

### Televisión
- Grey's Anatomy (2005) (3 episodios, 2007) .... Interno Mitch
- Veronica Mars (2004) (1 episodio, 2007) .... Brian
- NCIS (2003) (1 episodio, 2006) .... Frank Dreyer
- Center of the Universe (2004) (1 episodio, 2004) .... Ryan
- Quintuplets (2004) (3 episodios, 2004) .... Roger
- Boston Public (2000) (1 episodio, 2003) .... Trevor James
- Ed (2000) (1 episodio, 2001) .... Estudiante diferente

### Sketches/Cortometrajes
- Man Vs. Wild - West Hollywood - Bear Grylls
- Seeing Eye to Eye - Rich